# Teodozja Drewińska
Teodozja Petronela Drewińska (ur. 29 maja 1848 w Sanoku, zm. 14 września 1941 tamże) – polska nauczycielka, pedagog, działaczka społeczna.

## Życiorys

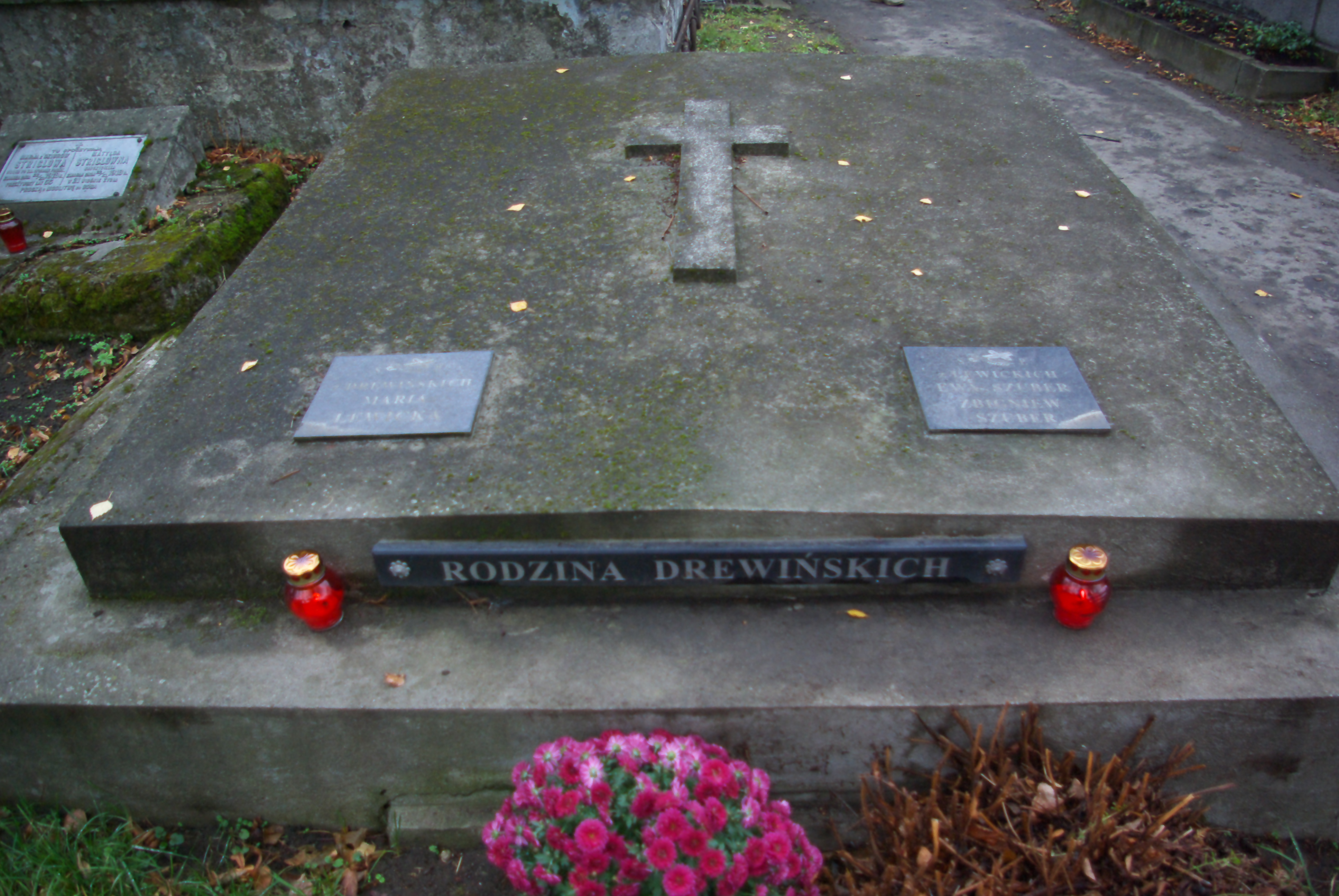
Grobowiec rodziny Drewińskich na cmentarzu w Sanoku

Teodozja Petronela Drewińska urodziła się 29 maja 1848 w Sanoku. Była córką Szymona Drewińskiego (przybyły wraz z Mateuszem Beksińskim do Galicji z obszaru zaboru rosyjskiego po upadku powstania listopadowego w 1831, w Sanoku pracujący jako szynkarz wzgl. oberżysta, radny miejski tamże, zm. 1875 w wieku 64 lat) i Klary z domu Witowskiej (wzgl. Klarysa, ur. 1809, wdowa pochodząca z ziemiańskiego rodu Rylskich, posiadających majątki Berezka i Hoczew, córka Emila Rylskiego, właściciela Hoczwi, zm. 1872 w wieku 64 lat). Jej rodzeństwem byli: Mikołaj Teofil (ur. 1837), Franciszka Teresa (ur. 1839, Marianna Agnieszka (ur. 1842), Sabina Franciszka (ur. 1843, zm. 1922), Maurycy (1845-1916, lekarz, dyrektor Szpitala Powszechnego w Sanoku, był pradziadkiem poety Janusza Szubera), Eleonora. Rodzicami chrzestnymi Teodozji Drewińskiej był Walenty Lipiński oraz Elżbieta Piątkowska (żona późniejszego naczelnika gminy Sanok, Sebastiana Piątkowskiego). Jeden jej braci popełnił samobójstwo. Po śmierci rodziców zajmowała się całą rodziną, posiadającą trzy domy. Rodzina Drewińskich zamieszkiwała w drewnianym domu, umiejscowionym przy ówczesnej ulicy Zielonej (późniejsza ulica Jana III Sobieskiego), orientacyjnie położonym naprzeciw budynku przy ul. Teofila Lenartowicza 2, który został zlikwidowany w latach 70. XX wieku, a na jego miejscu powstał blok mieszkalny.
W okresie zaboru austriackiego Teodozja Drewińska ukończyła kształcenie w Wyższym Seminarium Nauczycielskim w Przemyślu (złożyła egzamin z zakresu matematyki, fizyki i przyrody). W 1875 rozpoczęła stałą służbę w szkolnictwie. Podjęła pracę nauczycielki w szkole dla panien w Sanoku. Jako kwalifikację zawodową uzyskała egzamin wydziałowy III grupy. Początkowo pracowała jako pomocnica (kandydatka) w trzyklasowej szkole trywialnej dla dziewcząt (kierowanej przez Józefę Rapf, żonę Jerzego), następnie była nauczycielką w czteroklasowej żeńskiej szkole ludowej, której została kierowniczką około 1877, a po przekształceniu od około 1891 kierowała sześcioklasową szkołą żeńską. 20 grudnia 1899 została wybrana przez Radę Miejską na posadę dyrektorki trzyklasowej szkoły wydziałowej żeńskiej w Sanoku, połączonej z czteroklasową szkołą pospolitą, a od około 1912 dyrektorką pięcioklasowej szkoły wydziałowej żeńskiej w Sanoku, połączonej z czteroklasową szkołą pospolitą). 23 kwietnia 1882 została wybrana członkinią wydziału oddziału Towarzystwa Pedagogicznego w Sanoku i wówczas pojawiła się inicjatywa Mieczysława Jamrógiewicza (dyrektora miejscowego C. K. Gimnazjum Męskiego) utworzenia w mieście wyższej szkoły żeńskiej pod egidą organizacji. Była organizatorką i została kierowniczką powołanego w 1901 Instytutu Naukowego Żeńskiego (Instytutu Naukowo-Wychowawczego Żeńskiego) w Sanoku, mieszczącego się w kamienicy pod obecnym adresem ul. Rynek 2. Była tam nauczycielką języka francuskiego i historii sztuki
Po odzyskaniu przez Polskę niepodległości w latach 20. II Rzeczypospolitej pozostawała dyrektorką Szkoły Żeńskiej nr 1 im. Królowej Jadwigi oraz dyrektorką Wyższego Instytutu Naukowego w Sanoku. Ze stanowiska dyrektorki siedmioklasowej szkoły została przeniesiona w stan spoczynku na początku 1927. Funkcję kierowniczki szkoły objęła po niej Matylda Wasylewicz.
Aktywnie działała społecznie w Sanoku. Był członkinią-założycielką Towarzystwa Szkoły Ludowej, zaangażowała się w ramach TSL i pełniła funkcję przewodniczącej Koła Pań TSL w Sanoku i sanockiego koła TSL przez kilka kadencji (wybierana w 1894, 1903, 1904, 1906, 1907, 1910, 1912, 1913). Równolegle była przewodniczącą zarządu Bursy Włościańskiej im. Tadeusza Kościuszki, utrzymywanej przez sanockie koło TSL. W 1931 została wyróżniona dyplomem honorowym przez Walny Zjazd Delegatów Koła TSL w Krakowie (ponadto doceniony został dr Karol Zaleski). Na przełomie XIX i XX wieku była członkiem zwyczajnym Macierzy Szkolnej dla Księstwa Cieszyńskiego. 28 czerwca 1913 została wybrana przewodniczącą wydziału sanockiego oddziału Polskiego Towarzystwa Pedagogicznego (na początku 1914 prezesem był Władysław Sygnarski). Należała do Towarzystwa Upiększania Miasta Sanoka.
W 1898 została odznaczona przez cesarza Franciszka Józefa I austro-węgierskim Srebrnym Krzyżem Zasługi Cywilnej z koroną. Podczas I wojny światowej wspierała materialnie Legiony Polskie. Należała do założonego 5 marca 1916 Koła Ligi Kobiet Miasta Sanoka i została honorową członkinią wydziału tegoż. Była zasłużoną i szanowaną w mieście wychowawczynią i działaczką oświatową. W okresie II Rzeczypospolitej obchodziła 60-lecie pracy zawodowej. Po przejściu na emeryturę nadal udzielała się w sanockiej oświacie i przebywała w budynku szkoły – Prywatnego Gimnazjum Żeńskiego im. Emilii Plater w Sanoku. Po wybuchu II wojny światowej i nastaniu okupacji niemieckiej władze nazistowskie nakazały jej opuszczenie obiektu szkolnego w 1940.
Teodozja Drewińska była niezamężna, stanu wolnego. Zamieszkiwała z siostrą Sabiną (także panną) oraz z bratanicą Marią (córką Maurycego, późniejszą żoną Stefana Lewickiego). Zmarła 14 września 1941 w Sanoku. Została pochowana w grobowcu rodzinnym na cmentarzu przy ul. Rymanowskiej w Sanoku.
W okresie PRL szkoła kierowana wcześniej przez Teodozję Drewińską została przekształcona w II Liceum Ogólnokształcące im. Marii Skłodowskiej-Curie w Sanoku.
Spokrewniony z Teodozją Drewińską poeta Janusz Szuber po latach zawarł odniesienia do jej osoby w swojej twórczości: w wierszach pt. Protoplaści i Teodozja, opublikowanymi w tomiku poezji pt. Apokryfy i epitafia sanockie z 1995, w wierszu pt. „Afrodyta” dr 57, opublikowanym w tomiku poezji pt. Apokryfy i epitafia sanockie z 1995, w wierszu pt. Notatki o pannie Teodozji D. (1848-1941), wydanym w tomikach poezji pt. Biedronka na śniegu z 2000 i pt. Pianie kogutów z 2008, w eseju opublikowanym w publikacji pt. Mojość z 2005 oraz w wierszu pt. Nero, opublikowanym w tomiku poezji pt. Wpis do ksiąg wieczystych z 2009.